# Assistant de service social
 (novembre 2020).
 (janvier 2018).
Si vous disposez d'ouvrages ou d'articles de référence ou si vous connaissez des sites web de qualité traitant du thème abordé ici, merci de compléter l'article en donnant les références utiles à sa vérifiabilité et en les liant à la section « Notes et références ».
L’assistant de service social (en France) ou assistant social (en Belgique et en Suisse) vient en aide à des individus, à des familles ou à des groupes en difficulté afin de favoriser leur bien-être, leur insertion sociale et leur autonomie.
Pour ce faire, il écoute, soutient, accompagne, conseille ou oriente les personnes en fonction de leurs demandes et de leurs besoins. Son travail repose sur la notion de relation d'aide et sur une méthode précise lui permettant de recueillir les données nécessaires à la compréhension de la situation, d'analyser la demande, d'établir un plan d'action et d'évaluer le résultat de ses interventions.
L'assistant de service social peut également intervenir sur un plan plus collectif, dans le cadre de ce qui est désormais dénommé l'ISC (Intervention Sociale Collective ). Il peut ainsi être amené à travailler avec des groupes, ou intervenir dans le cadre du développement local.
Le corps professionnel des assistants de service social constitue traditionnellement une profession centrale du travail social.
L'usager du service social, ou bénéficiaire, est totalement intégré dans le processus de changement visé. L'assistant de service social n'intervient pas à la place de l'usager mais avec lui, tout en respectant le rythme de celui-ci en lui permettant de s'intégrer à l'action et ainsi aller vers une autonomie.
Durant sa carrière, il rencontrera des personnes (appelées "personne accompagnée") dont la situation est unique, sera confronté à des problématiques parfois complexes, mettra en œuvre un travail de partenariat avec différentes institutions. C'est la raison pour laquelle sa formation de base s'attarde non seulement sur l'acquisition d'une méthodologie d'intervention, mais également sur l'apprentissage de différents champs de connaissances (par exemple, les sciences humaines, la santé, le droit, les différents dispositifs d'action sociale). Ses connaissances doivent être variées et régulièrement mises à jour. Comme beaucoup de travailleurs sociaux, l'assistant de service social a ainsi une culture professionnelle « ouverte » qui lui permet d'envisager la globalité de la situation des personnes qu'il rencontre.

## Domaines d'action
- protection de l'enfance (en école, en centre spécialisé…) et de l'adolescence et des personnes en incapacité de se défendre ;
- insertion socioprofessionnelle (Revenu de solidarité active, accès à l'emploi…) ;
- économie sociale (accompagnement du travailleur…) ;
- budget familial, médiation de dettes, aide au maintien des fournitures : énergie, eau ;
- éducation, relations familiales ;
- médiation ;
- soutien administratif, accès aux droits ; orientation vers le service adapté ;
- aide à l'accès et au maintien dans le logement ;
- développement local ;
- sensibilisations aux problématiques sociales (dans les écoles, dans des séminaires…) ;
- santé, vieillesse, dépendances, santé mentale ;
- rôle d'alerte sur les difficultés sociales repérées, agent de changement ;
- rôle d'expertise et d'ingénierie sociale auprès des institutions (État, Départements, communes, organismes de sécurité sociale) sous forme d'aide à la décision ou de développement social.

## Secteurs professionnels d'intervention

### En France
Le référentiel professionnel est énoncé dans l’annexe I de l’arrêté du 22 août 2018, il précise que : « L’assistant de service social est un professionnel du travail social. Il exerce dans le cadre d’un mandat et de missions institutionnelles. Il mène des interventions sociales, individuelles ou collectives, en vue d’améliorer par une approche globale et d’accompagnement social les conditions de vie des personnes et des familles. Les assistants de service social et les étudiants se préparant à l’exercice de cette profession sont tenus au secret professionnel dans les conditions et sous les réserves énoncées aux articles 226-13 et 226-14 du Code pénal et à l’article L.411-3 du Code de l’action sociale et des familles.
L’assistant de service social intervient dans une démarche éthique et déontologique, dans le respect de l’altérité et de la singularité de la personne et du collectif.
Il instaure une relation visant à favoriser la participation des personnes dans l’accompagnement social individuel et collectif. »
L'assistant de service social est également tenu au respect d'une éthique professionnelle affirmé dans le code de déontologie des assistants de service social établi en 1950 par l'ANAS (Association Nationale des Assistants de Service Social), association professionnelle créée en 1944.
Les secteurs d’intervention des assistants de service social sont diversifiés : fonction publique de l'État (Ministères des Solidarités et de la Santé, Éducation nationale, Justice, Défense…), fonction publique territoriale (Conseils départementaux, Mairies, Centres communaux d'action sociale), fonction publique hospitalière, organismes de protection sociale (Caisse primaire d'assurance maladie, Caisse d'allocations familiales, Mutualité sociale agricole), établissements de santé publics et privés, établissements et services médico-sociaux et sociaux, entreprises publiques ou privés, associations (UNAF, etc), secteur libéral.
- L'assistant de service social polyvalent de secteur est à disposition de toute la population pour tous types de difficultés sur un secteur géographique donné (commune, quartier…). Il est généralement rattaché à une circonscription d'action médico-sociale qui peut porter un nom différent selon les départements (centre médico-social, unité territoriale, maison départementale de la solidarité et de l'insertion). Il exerce au sein d'une équipe qui comporte également des puéricultrices, des médecins de PMI, conseillers en économie sociale et familiale (CESF), des secrétaires médico-sociales, des éducateurs spécialisés, des sages-femmes, des infirmiers… Il est employé par une collectivité territoriale : en tête des employeurs, les conseils départementaux qui ont compétence pour la mission de service social public, mais également certaines communes de taille importante.
- L'assistant de service social polyvalent de catégorie s'adresse, pour tous types de difficultés sociales, à une catégorie de population spécifique : les ressortissants d'un régime (SNCF, EDF, Mutualité sociale agricole…).
- L'assistant de service social spécialisé intervient pour des difficultés sociales spécifiques à une population donnée : service social en faveur des élèves dans les établissements scolaires du second degré, service social spécialisé en milieu hospitalier, psychiatrique ou carcéral (Service pénitentiaire d'insertion et de probation), service social spécialisé auprès d'une association d'aide aux personnes handicapées par exemple ou d'un employeur (service social du travail).
- L'assistant de service social - socio-oncologue : Une des innovations majeures de l'évolution de la formation continue des travailleurs sociaux en France est l'oncologie sociale, également appelée socio-oncologie. Ce dispositif permet la formation complémentaire des assistants de service social qui souhaitent intervenir dans le domaine stratégique et clinique de la lutte contre les cancers. Cette formation fait aujourd'hui l'objet d'un projet de recherche piloté par la plate-forme régionale d'oncologie de Martinique. Ce cycle de formation par la recherche sur deux années qui s'effectue auprès d'un centre de formation habilité : un cycle préparatoire aux enseignements pratiques et théoriques en oncologie sociale (CPEOS) et une formation certifiante en oncologie sociale.

### En Belgique

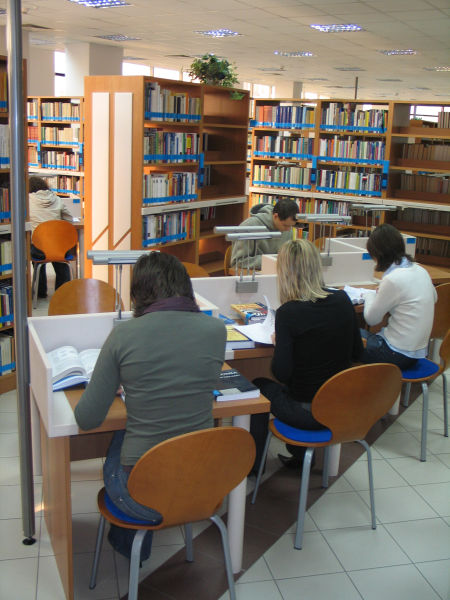
Université de formation d'assistantes sociales.

- L'assistant social de CPAS ou Centre public d'action sociale est à disposition de la population résidant dans une commune particulière. Toutes les communes belges comptent leur CPAS qui comprend divers services :

1. Service « aide sociale générale » : réception des demandes de revenu d'Intégration Sociale (RIS, plus ou moins l'équivalent du RSA français), de demandes d'aides urgentes, de caution locative, d'aide au premier loyer… Ce service s'occupe du « tout venant » et peut étendre ses activités à des domaines d'intervention médicale, d'accompagnement dans les démarches administratives…
2. Service « médiation de dettes » : vu l'augmentation croissante du nombre de personnes endettées, assurer la prise en charge des demandes d'aide par les services de médiation de dettes est maintenant obligatoire. Il s'agit de revoir la situation financière des intéressés et de prendre contact avec les créanciers afin de trouver une solution amiable à leurs problèmes afin d'éviter la saisie ou une aggravation de la situation.
3. Service « d'aides familiales » : des aides à domicile peuvent être octroyées selon la situation de la personne intéressée. En général, ce service s'adresse aux personnes âgées désirant rester à domicile mais peut également s'étendre aux familles ou aux personnes handicapées.
4. Service de « réinsertion » : depuis la nouvelle loi de 2002 sur le RIS, la réinsertion est devenue une des missions les plus importantes des CPAS Il s'agit d'accompagner le bénéficiaire de R.I.S. qui se trouve contraint par la loi ou pas de signer un contrat d'insertion sociale. Dès lors, la recherche d'emploi ou de formation peut commencer. L'accompagnement peut se poursuivre durant la formation et le contrat de travail.
5. Il existe également d'autres services pouvant exister au sein d'un CPAS comme un service de placement pour enfants, pour personnes âgées, une maison de repos, une crèche, un service de médiation familiale…

Les assistants sociaux de CPAS sont regroupés dans une association la FEWASC = Fédération Wallonne des Travailleurs sociaux de CPAS et dispose d'un code déontologique et éthique (voir site internet www.fewasc.be)
Le CPAS est dirigé par un Conseil de l'Action Sociale composé de conseillers élus politiquement qui décident de l'octroi ou non des aides mais également des questions logistiques ou liées à l'emploi.
- L'assistant social de domaine public travaille, comme le nom l'indique, dans des institutions mises en place par les pouvoirs publics : un Centre Psycho-médico-social, un Service d'aide à la jeunesse, un Service de Protection judiciaire, une Aide en Milieu ouvert, un centre d'Aide aux Justiciables, une IPPJ, un centre fermé, une prison…
- L'assistant social peut également travailler dans une association. Les domaines sont variés.
- En entreprise, l'assistant social peut avoir un rôle de gestionnaire de ressources humaines, être le lien entre l'employeur et le salarié, accompagner l'employé dans diverses démarches sociales…

## Formation

### Au Québec
Le technicien en service social, de même niveau que l'assistant de service social européen, doit être détenteur d'un DEC en Techniques de travail social (3 ans d'études postsecondaires).
S'il désire exercer des fonctions plus avancées, il doit obtenir un baccalauréat en service social ou en travail social (3 ans d'études universitaires de premier cycle) d'une université reconnue puis joindre l'Ordre des travailleurs sociaux et thérapeutes conjugaux pour pouvoir exercer légalement à titre de travailleur social dans la province.

### En France
Depuis la rentrée 2019, l’entrée en formation se réalise par Parcoursup (plateforme nationale destinée à l’orientation post bac), il faut obligatoirement avoir le bac ou le Diplome d'Accès aux Études Universitaires pour intégrer une école d’assistant de service social, et obtenir le diplôme d'état d'assistant de service social (DEASS) . Les admissions pourront être prononcées après examen du dossier écrit de candidature. Un entretien sur les aptitudes et la motivation, effectué en centre de formation, reste actuellement à définir.
La formation se déroule sur 3 ans. Chaque année un stage, renommé « formation pratique » doit être effectué, représentant ainsi 1 820 heures (soit 52 semaines) :
Première année : stage d'observation de huit semaines, à effectuer obligatoirement auprès d’une assistante de service social diplômée d’État
Deuxième et troisième années : stages d'apprentissage de 44 semaines réparties sur ces deux années. La moitié ciblée sur l’accompagnement social collectif (ISIC) sans référent ASS obligatoire, et l’autre moitié sur l’accompagnement individuel impérativement avec un référent ASS.
La formation comprend 1 740 heures de formation théoriques dans différentes disciplines : droit ; psychologie ; sociologie ; santé ; déontologie…

#### Les domaines de compétences (DC)
Les études sont réparties selon quatre domaines de compétences
- DC1 : « Intervention professionnelle en travail social »
- DC2 : « Analyse des questions sociales et de l’intervention professionnelle en travail social »
- DC3 : « Communication professionnelle en travail social »
- DC4 : « Dynamiques interinstitutionnelles, partenariats et réseaux »

#### La validation du DEASS
Trois domaines de compétences seront validés en centre de formation par un jury composé de deux personnes. Le DC2 se déroule à la DRJSCS.
La validation plus en détail :

##### DC1: «Intervention professionnelle en travail social»
Un oral et un écrit pour chaque méthodologie d'intervention.
Ainsi, deux jurys seront organisés par les centres de formations en fin de 2e et de 3e années qui permettront aux étudiants d’obtenir quatre notes, dont la moyenne donnera leur note finale.

##### DC2: «Analyse des questions sociales et de l’intervention professionnelle en travail social»
Les étudiants devront présenter un « diagnostic social territorial » élaboré individuellement ou collectivement, de 10 à 12 pages, à partir du repérage d’une problématique sociale territoriale. Cet écrit de coefficient 1 sera validé en centre de formation.
Le mémoire de pratique professionnelle laissera une grande place à la pratique et au positionnement professionnel.

##### DC3: «Communication professionnelle en travail social»
Une épreuve orale visant à l'élaboration d’une « communication professionnelle » à un destinataire cible réalisée à partir du diagnostic social territorial produit dans le cadre du DC2.
Ensuite, une épreuve écrite (« étude de situation »), sera construite par le centre de formation et vise à la réalisation d’un écrit professionnel (rapport d'évaluation, compte rendu d'accompagnement destiné au dossier social…).

##### DC4: «Dynamiques interinstitutionnelles, partenariats et réseaux»
Deux épreuves et trois notes seront nécessaires à la validation de ce DC, en centre de formation. Il s’agira de réaliser l’« analyse d’une situation partenariale » issue de la formation pratique de deuxième ou troisième année. Cet écrit et sa soutenance permettront d’obtenir deux notes qui seront complétées par un écrit de « contrôle de connaissances sur les politiques sociales ». Ce dernier écrit sera validé par un formateur ou un universitaire.
Ces épreuves sont réparties sur les trois années de formation. Le métier d'assistant de service social ne peut être exercé que par une personne ayant obligatoirement le DEASS.

### En Belgique
- La formation des assistants sociaux se déroule sur trois années après l'enseignement secondaire, dans des écoles supérieures provinciales, communales ou libres. Tout le monde a sa chance pour intégrer ces écoles la sélection se fait sur les trois années en fonction des résultats obtenus au terme de chaque année. Une moyenne de 10/20 (auparavant 12/20 mais plus depuis le décret "Paysage") est indispensable pour passer dans l'année supérieure. Le diplôme obtenu est celui d'assistant social, octroyé par les Communautés (française, germanophone, flamande).

Le diplôme est protégé : personne ne peut effectuer un travail d'assistant social s'il n'a pas obtenu le diplôme requis.
- Le temps de formation inclut un stage par an, qui peut se dérouler comme ceci :

1. Un stage d'observation de quatre semaines à temps plein en première année,
2. Un stage participatif de 18 semaines à raison de 2 jours complets par semaine en deuxième année,
3. Un stage participatif de 24 semaines à raison de 3 jours complets par semaine en troisième année.

Attention toutefois car cela est très variable d'une école à une autre.
Cependant, les stages peuvent se faire en continu par exemple pendant 6 semaines en première année, pendant 6 mois en deuxième année et troisième année, avec des regroupements tous les mois et demi.
- La formation comprend des cours théoriques et pratiques variés : sociologie, psychologie, aide humanitaire, histoire des institutions, statuts des institutions, méthodologie, recherche sociale, économie politique, économie sociale, histoire des doctrines, philosophie…

En dernière année, une spécialisation peut être choisie en général parmi la santé, le monde du travail, l'aide sociale générale, le socio-culturel.
Cette spécialisation n'est pas d'actualité dans tous les centres de formation.
- La formation se termine par la rédaction d'un Travail de Fin d'Études équivalent à un mémoire de 50 pages qui sera réalisé sur les trois années. Un jury composé de travailleurs sociaux internes ou externes à l'école jugera l'étudiant sur la base de l'écrit mais également d'un oral. Exactement, il y a plusieurs épreuves à passer : politiques sociales, oral du mémoire, présentation de la situation d'ISIc et d'ISAP... De plus, des épreuves font partie du contrôle continu et sont donc passées au cours des trois ans dans l'institut de formation.

### En Suisse
En Suisse, la formation s'acquiert au niveau tertiaire au sein d'une Haute école spécialisée. En Suisse romande, la formation s'effectue dans les villes de Fribourg, Genève, Lausanne et Sierre, par l'intermédiaire de réseau de la HES-SO.

## Remarques
- Autrefois exclusivement féminine (la première année d’étude était commune avec les études d’infirmiers ), la profession compte à présent 4 à 5 % d'effectifs masculins en France[10]. Les statistiques des dernières années ne font pas néanmoins apparaître ce métier comme étant en voie de masculinisation ; la faible proportion d'hommes demeure stable et ne semble pas être en voie de progression. En Belgique, cette tendance est confirmée.

- L'histoire de l'assistant de service social remonte à la charité et à la bienfaisance. L'action d'aider se transformera en une profession à partir de 1896. À la même époque sont créées les premières écoles de formation sociale, afin de former des infirmières visiteuses, capables de remplir une tâche hygiéniste et moralisatrice auprès des classes populaires. Ces visiteuses vont jouer un rôle dans la lutte contre la tuberculose. Les visiteuses interviennent au domicile dispensant soins et conseils. La Grande Guerre engendre une nouvelle profession féminine, la surintendante d’usine, chargée de s’occuper de la main-d’œuvre féminine des usines de guerre. Le métier d'assistant de service social émerge de la fusion du travail des visiteuses et des surintendantes. Le décret du 12 janvier 1932, ensuite précisé en 1938 et en 1951, fonde en droit la profession d’assistant de service social.
- En France, une nouvelle pratique voit le jour : l'exercice libéral de la profession envers les particuliers. Les consultations auprès d'un assistant de service social y sont payantes.